# James Read
James Christopher Read (Búfalo, en el estado de Nueva York, 31 de julio de 1953) es un actor estadounidense.
Conocido por su papel como George Hazard en la serie Norte y Sur, también interpretó el papel de Murphy Michaels en Remington Steele y el de Victor Bennet en la serie Charmed (Embrujadas).

## Primeros años
Read nació en Búfalo (Nueva York). Comenzó a actuar como estadounidense derecho en la Universidad de Oregón, donde se graduó en1976. Estudió actuación en Nueva York y luego actuó en varios teatros fuera de Broadway y regionales como The Denver Center Theatre Company, donde tuvo un par de importantes roles y pasó tres temporadas. En 1998, obtuvo su profesorado en Psicología de la Universidad Pepperdine.

## Vida personal
Read se casó con Lora Lee en junio de 1978 pero su matrimonio finalizó en 1983. Más adelante se casó con la ex-actriz y abogada Wendy Kilbourne en 1988. La pareja tuvo tres hijos: un hijo, Jackson (n. 1990) y dos hijas: Willa (1994; nacida mortinata) y Sydney (n. 1995). La familia reside en Santa Bárbara (California).

## Carrera
Read es conocido por su papel de George Hazard en las 3 miniseries Norte y Sur (serie de televisión) (1985, 1986 y 1994) basada en la trilogía de las novelas homónimas de John Jakes y por su papel coprotagonista en la película Beaches (1988).
En 1990 participó en un episodio de la serie de Colombo (Frágil yace la Corona).Tuvo un papel recurrente en la serie de Embrujadas como Victor Bennett y también fue un habitual durante la primera temporada de Remington Steele. Recientemente, se le pudo ver como Ken Davis en el drama familiar Wildfire y como el embajador Franklin Fairchild en la serie de televisión de 2010 Persons Unknown. Desde 2014, ha interpretado el papel del narcotraficante Clyde Weston en la telenovela Days of Our Lives. El 30 de mayo de 2018, Michael Fairman TV y Soap Opera Digest anunciaron que Read se unió a la telenovela General Hospital el 5 de junio de 2018, como Gregory Chase.